# Die zwölf Monate (Märchen)
Die zwölf Monate ist ein Volksmärchen (AaTh 403 B), das im slowakischen, tschechischen, griechischen, mazedonischen und georgischen Sprachraum bekannt ist.

## Handlung
Eine Mutter hatte zwei Töchter, eine leibliche, die Holena hieß und die sie sehr liebte und eine Stieftochter namens Maruschka, die sie nicht mochte, da sie die Schönere war. In einem fort hatte Maruschka all die Hausarbeiten zu verrichten, während derer sie die bösen Worte von ihrer Stiefmutter und Holena, die sich derweil nur putzte oder faulenzte, ertragen musste. Doch dadurch wurde sie immer schöner, also beschlossen Stiefmutter und Stiefschwester die Schöne loszuwerden. Mitte Januar wurde ihr dann geheißen einen Strauß Veilchen aus den Bergen zu holen, wo sie dann solange weinend durch den hohen Schnee irrte, bis sie ein Licht entdeckte. Diesem folgend, gelangte sie zu einem großen Feuer, um das herum zwölf schweigende Männern saßen, die sie bat sich an ihrem Feuer wärmen zu dürfen. Der Januar, der zuoberst saß, gewährte es ihr nickend und als sie dann von dem ihr Aufgetragenen berichtete, erhob sich der Januar, um mit dem März, dem er einen Axtstock überreichte, die Plätze zu tauschen. Sogleich schwang dieser den Axtstock über das Feuer, woraufhin es kräftigere Flammen schlug und die Pflanzen wie im Frühling zu sprießen begannen. Schnell pflückte Maruschka ihre Veilchen, mit denen sie, nachdem sie sich bedankt hatte, heim eilte.
Einen Tag später und noch immer im Winter, trug ihr Holena auf frische Erdbeeren zu beschaffen, wobei ihr der Juni behilflich war. Am dritten Tag dann wurde sie ausgeschickt, um rote Äpfel zu besorgen zu denen ihr der September verhalf. Doch da sie nur zwei erhielt, begab sich sodann auch die naschhafte Holena in die Berge, um weitere zu pflücken. Barsch begegnete sie dort den zwölf Monaten, was den Januar dazu veranlasste den Axtstock über das Feuer zu schwingen, sodass es nur noch ganz schwach brannte und bittere Kälte hereinbrach. Holena erfror in der Folge, ebenso wie deren Mutter, die sich auf die Suche nach ihr begeben hatte. Maruschka aber verblieb die Hütte, eine Kuh und ein Stück Feld, zu dem sich auch ein Bauer fand, mit dem sie fortan glücklich zusammenlebte.

## Hintergrund
Diese Version des Märchens stammt aus Božena Němcovás Werk Das goldene Spinnrad und wurde von ebenjener etwa 1853 in Balassagyarmat, Nordungarn nach dem Dienstmädchen Marka aufgezeichnet, das aus dem ehemaligen Komitat Trentschin, Nordwestslowakei stammte. Sie gilt als das schönste slowakische Märchen Němcovás. Im Deutschen trägt sie die Titel Die zwölf Monate und Von den zwölf Monaten. Unter letzterem Titel wurde sie ebenfalls in Josef Wenzigs Werk Westslawischer Märchenschatz (Leipzig, 1857) veröffentlicht. Eine sehr ähnliche slowakische Version mit ersterem Titel findet sich in Pavol Dobšinskýs Das Sonnenpferd (Bratislava 1975). Bei den Tschechen ist das Märchen bereits im Mittelalter belegt (Tschechische Volksmärchen, 412).
Es existieren auch drei griechische Versionen, die im Deutschen allesamt den Titel Die zwölf Monate erhielten. In einer dieser Versionen knetet eine arme Witwe den Brotteig der reichen Nachbarin, wodurch sie mit den Teigresten an ihren Händen ihre fünf Kinder ernähren kann. Als die Kinder der reichen Frau jedoch abmagern, während die der armen Witwe gedeihen, besteht die Reiche darauf, dass die Arme stets nach dem Kneten ihre Hände wäscht, damit das Glück bei ihr im Haus bleibe. Den Hungertod ihrer Kinder nicht mit ansehen wollend, verlässt die Witwe diese dann, woraufhin sie zwölf Jünglingen begegnet, denen sie erzählt, als sie danach gefragt wird, dass alle Monate gut und wertvoll sind. Sie erhält dafür einen Krug voller Dukaten, mit dem sie fortan ihre Kinder ernähren kann. Als aber die reiche Frau davon erfährt, will sie es ihr gleichtun, sucht sie die zwölf Jünglinge auf, wettert schlecht über die zwölf Monate und erhält zum Dank dafür einen Krug voller Schlangen, die sie auffressen. Diese Version, die unter AaTh 480 einzuordnen ist, stammt aus der Sammlung S. Manassides aus Änos (1882), die, neben 40 unveröffentlichten Varianten des Märchens, im Laographischen Archiv der Akademie Athen hinterlegt ist. Eine kürzere Version ist in dem Werk Ausgewählte griechische Volksmärchen (Berlin 1889) von Johannes Mitsotakis abgedruckt. In Paul Kretschmers Neugriechische Märchen (Jena 1917) ist eine ähnliche Version zu finden, die ebenjenen vom Turmwächter der Fortezza vecchia in Korfu erzählt wurde. Das Märchen ist im ganzen Mittelmeerraum verbreitet. Eine mazedonische Version des Sammlers Marko Kostov Cepenkov, die in Prilep aufgezeichnet wurde, erzählt von einem guten und einem schlechten Mädchen denen, nach ihrem Besuch bei den zwölf Monaten, beim Sprechen Goldtaler und Schlangen aus dem Mund fallen. Im Deutschen trägt sie den Titel Das Mädchen und die zwölf Monate.
Eine georgische Version aus M. Čikovanis Xalxuri siṭq̇viereba (Tbilisi 1956) erhielt im Deutschen den Titel Das schöne Mädchen und die zwölf Monate.
Vergleichbare Märchen der Brüder Grimm sind Die drei Männlein im Walde und Frau Holle.